# Liste der Bodendenkmale in Brokdorf
In der Liste der Bodendenkmale in Brokdorf sind die Bodendenkmale der Gemeinde Brokdorf nach dem Stand der Bodendenkmalliste des Archäologischen Landesamts Schleswig-Holstein von 2016 aufgelistet. Die Baudenkmale sind in der Liste der Kulturdenkmale in Brokdorf aufgeführt.
| Denkmal-ID           | Befundart           | Bezeichnung          | Zeitstellung                   | Lage | Bemerkungen | Bild |
| -------------------- | ------------------- | -------------------- | ------------------------------ | ---- | ----------- | ---- |
| aKD-ALSH-Nr. 004 610 | Befestigung > Deich | Deich/Koog/Sietwende | Spätmittelalter, Frühe Neuzeit |      | Flussdeich  |      |